# Jamie Ward
Jamie John Ward (Birmingham, 1986. május 12. –) angol születésű északír válogatott labdarúgó, a Charlton Athletic játékosa.
Az Északír válogatott tagjaként részt vett a 2016-os Európa-bajnokságon.